# Maxime Lisbonne
Pour les articles homonymes, voir Lisbonne (homonymie).
Maxime Lisbonne, né le 24 mars 1839 à Paris et mort le 25 mai 1905 à La Ferté-Alais, est un homme politique socialiste, journaliste et colonel durant la Commune de Paris.

## Biographie
Engagé dans la marine à l'âge de 15 ans, il participe à la Guerre de Crimée puis il devient chasseur à pied et ensuite zouave. Rebelle dans l'âme, il est placé pendant un temps dans un camp disciplinaire en Algérie. En 1864, son engagement terminé, il se lance dans le théâtre et devient directeur de la salle les Folies Saint-Antoine, mais il fait faillite en 1868. Il devient alors agent d'assurance.
Pendant le siège de Paris par les Prussiens, il est élu capitaine du 24e bataillon de la Garde nationale, avec lequel il participe au combat de Buzenval en janvier 1871. Dès le 14 mars, comme délégué du 10e arrondissement, il est membre du comité central de la Garde nationale. Le 24 mars 1871, avec Eugène Protot et Paul Antoine Brunel, il dirige la manifestation contre la mairie du 1er arrondissement. Le 3 avril, il est élu chef de la Xe légion de la Garde nationale. Le 1er mai, il est nommé lieutenant-colonel et prend le commandement des fortifications parisiennes entre le Point-du-Jour et la porte de Versailles. Devenu colonel, il porte un costume étrange : grandes bottes à retroussis, tunique à large parements rouges, éperons à l'orientale, laissant traîner son sabre sur le pavé et est accompagné d'une ordonnance, un tirailleur algérien. Pendant la Semaine sanglante, il organise la défense du Panthéon et du Château-d'Eau. Le 26 mai, sur la barricade de la rue Amelot, il est blessé à la cuisse et transporté dans une voiture à bras à l'ambulance de Saint-Mandé, où il est amputé. Arrêté par les soldats prussiens qui le livrent aux Versaillais, il est torturé et passe le 4 décembre 1871 devant le conseil de guerre, qui le condamne à la peine de mort ; mais un second conseil, en juin 1872, commue la sentence en travaux forcés en Nouvelle-Calédonie. Il purge sa peine sur l'île de Nou.
Après l'amnistie de 1880, il revient en France et reprend ses activités théâtrales aux Bouffes du Nord. Il se lance dans le journalisme avec L'Ami du peuple, où il prône la révolution sociale. Il ouvre différents cabarets, La Taverne du Bagne, Le Casino des Concierges, Le Ministère des Contributions directes et Le Concert Lisbonne (ancien Divan japonais). Il fait connaître la frite aux Parisiens en reprenant l'idée de Belgique et en ouvrant en 1888 une brasserie spécialisée; la Brasserie des Frites Révolutionnaires. Située boulevard de Clichy à Paris, La Taverne du Bagne, dont les portes sont des grilles et où les garçons sont déguisés en bagnards traînant la chaîne, est « représentative du Paris des cabarets » et « fréquentée par les anciens communards comme par la bonne société parisienne ». Toujours militant républicain et socialiste, il ponctue les soirées de ses courtes interventions dans lesquelles il fait « l’éloge de la Commune avec un ton léger, mais non sans profondeur. » 
Ruiné, il termine sa vie comme débitant de tabac à La Ferté-Alais, où il meurt en 1905. Il est inhumé dans le cimetière communal.

## Fiction télévisée
- 1983 : Sur les traces de Maxime Lisbonne : le d'Artagnan de la Commune, de Jacqueline Margueritte, sur un scénario de Claudine Cerf[8] d'après Le d'Artagnan de la Commune (le colonel Maxime Lisbonne), de Marcel Cerf (1967)[9].

## Sources
- Bernard Noël, Dictionnaire de la Commune, Flammarion, Collection Champs, 1978.